# Unicodeblock Keilschrift-Zahlzeichen und -Interpunktion
Der Unicodeblock Keilschrift-Zahlzeichen und -Interpunktion (Cuneiform Numbers and Punctuation, U+12400 bis U+1247F) enthält verschiedene Zahl- und Satzzeichen der Keilschrift. Es gibt noch Spekulationen über den Wert mancher Zahlzeichen, die Werte der meisten sind jedoch bekannt.

## Liste
Alle Zeichen haben die bidirektionale Klasse „links nach rechts“.
| Unicodenummer   | Zeichen (400 %) | Kategorie               | Offizielle Bezeichnung                               | Beschreibung                                           |
| --------------- | --------------- | ----------------------- | ---------------------------------------------------- | ------------------------------------------------------ |
| U+12400 (74752) | 𒐀               | buchstabenartige Ziffer | CUNEIFORM NUMERIC SIGN TWO ASH                       | Keilschrift-Zahlzeichen Zwei AŠ (2)                    |
| U+12401 (74753) | 𒐁               | buchstabenartige Ziffer | CUNEIFORM NUMERIC SIGN THREE ASH                     | Keilschrift-Zahlzeichen Drei AŠ (3)                    |
| U+12402 (74754) | 𒐂               | buchstabenartige Ziffer | CUNEIFORM NUMERIC SIGN FOUR ASH                      | Keilschrift-Zahlzeichen Vier AŠ (4)                    |
| U+12403 (74755) | 𒐃               | buchstabenartige Ziffer | CUNEIFORM NUMERIC SIGN FIVE ASH                      | Keilschrift-Zahlzeichen Fünf AŠ (5)                    |
| U+12404 (74756) | 𒐄               | buchstabenartige Ziffer | CUNEIFORM NUMERIC SIGN SIX ASH                       | Keilschrift-Zahlzeichen Sechs AŠ (6)                   |
| U+12405 (74757) | 𒐅               | buchstabenartige Ziffer | CUNEIFORM NUMERIC SIGN SEVEN ASH                     | Keilschrift-Zahlzeichen Sieben AŠ (7)                  |
| U+12406 (74758) | 𒐆               | buchstabenartige Ziffer | CUNEIFORM NUMERIC SIGN EIGHT ASH                     | Keilschrift-Zahlzeichen Acht AŠ (8)                    |
| U+12407 (74759) | 𒐇               | buchstabenartige Ziffer | CUNEIFORM NUMERIC SIGN NINE ASH                      | Keilschrift-Zahlzeichen Neun AŠ (9)                    |
| U+12408 (74760) | 𒐈               | buchstabenartige Ziffer | CUNEIFORM NUMERIC SIGN THREE DISH                    | Keilschrift-Zahlzeichen Drei DIŠ (180)                 |
| U+12409 (74761) | 𒐉               | buchstabenartige Ziffer | CUNEIFORM NUMERIC SIGN FOUR DISH                     | Keilschrift-Zahlzeichen Vier DIŠ (240)                 |
| U+1240A (74762) | 𒐊               | buchstabenartige Ziffer | CUNEIFORM NUMERIC SIGN FIVE DISH                     | Keilschrift-Zahlzeichen Fünf DIŠ (300)                 |
| U+1240B (74763) | 𒐋               | buchstabenartige Ziffer | CUNEIFORM NUMERIC SIGN SIX DISH                      | Keilschrift-Zahlzeichen Sechs DIŠ (360)                |
| U+1240C (74764) | 𒐌               | buchstabenartige Ziffer | CUNEIFORM NUMERIC SIGN SEVEN DISH                    | Keilschrift-Zahlzeichen Sieben DIŠ (420)               |
| U+1240D (74765) | 𒐍               | buchstabenartige Ziffer | CUNEIFORM NUMERIC SIGN EIGHT DISH                    | Keilschrift-Zahlzeichen Acht DIŠ (480)                 |
| U+1240E (74766) | 𒐎               | buchstabenartige Ziffer | CUNEIFORM NUMERIC SIGN NINE DISH                     | Keilschrift-Zahlzeichen Neun DIŠ (540)                 |
| U+1240F (74767) | 𒐏               | buchstabenartige Ziffer | CUNEIFORM NUMERIC SIGN FOUR U                        | Keilschrift-Zahlzeichen Vier U (40)                    |
| U+12410 (74768) | 𒐐               | buchstabenartige Ziffer | CUNEIFORM NUMERIC SIGN FIVE U                        | Keilschrift-Zahlzeichen Fünf U (50)                    |
| U+12411 (74769) | 𒐑               | buchstabenartige Ziffer | CUNEIFORM NUMERIC SIGN SIX U                         | Keilschrift-Zahlzeichen Sechs U (60)                   |
| U+12412 (74770) | 𒐒               | buchstabenartige Ziffer | CUNEIFORM NUMERIC SIGN SEVEN U                       | Keilschrift-Zahlzeichen Sieben U (70)                  |
| U+12413 (74771) | 𒐓               | buchstabenartige Ziffer | CUNEIFORM NUMERIC SIGN EIGHT U                       | Keilschrift-Zahlzeichen Acht U (80)                    |
| U+12414 (74772) | 𒐔               | buchstabenartige Ziffer | CUNEIFORM NUMERIC SIGN NINE U                        | Keilschrift-Zahlzeichen Neun U (90)                    |
| U+12415 (74773) | 𒐕               | buchstabenartige Ziffer | CUNEIFORM NUMERIC SIGN ONE GESH2                     | Keilschrift-Zahlzeichen Ein GEŠ2                       |
| U+12416 (74774) | 𒐖               | buchstabenartige Ziffer | CUNEIFORM NUMERIC SIGN TWO GESH2                     | Keilschrift-Zahlzeichen Zwei GEŠ2                      |
| U+12417 (74775) | 𒐗               | buchstabenartige Ziffer | CUNEIFORM NUMERIC SIGN THREE GESH2                   | Keilschrift-Zahlzeichen Drei GEŠ2                      |
| U+12418 (74776) | 𒐘               | buchstabenartige Ziffer | CUNEIFORM NUMERIC SIGN FOUR GESH2                    | Keilschrift-Zahlzeichen Vier GEŠ2                      |
| U+12419 (74777) | 𒐙               | buchstabenartige Ziffer | CUNEIFORM NUMERIC SIGN FIVE GESH2                    | Keilschrift-Zahlzeichen Fünf GEŠ2                      |
| U+1241A (74778) | 𒐚               | buchstabenartige Ziffer | CUNEIFORM NUMERIC SIGN SIX GESH2                     | Keilschrift-Zahlzeichen Sechs GEŠ2                     |
| U+1241B (74779) | 𒐛               | buchstabenartige Ziffer | CUNEIFORM NUMERIC SIGN SEVEN GESH2                   | Keilschrift-Zahlzeichen Sieben GEŠ2                    |
| U+1241C (74780) | 𒐜               | buchstabenartige Ziffer | CUNEIFORM NUMERIC SIGN EIGHT GESH2                   | Keilschrift-Zahlzeichen Acht GEŠ2                      |
| U+1241D (74781) | 𒐝               | buchstabenartige Ziffer | CUNEIFORM NUMERIC SIGN NINE GESH2                    | Keilschrift-Zahlzeichen Neun GEŠ2                      |
| U+1241E (74782) | 𒐞               | buchstabenartige Ziffer | CUNEIFORM NUMERIC SIGN ONE GESHU                     | Keilschrift-Zahlzeichen Ein GEŠU (600)                 |
| U+1241F (74783) | 𒐟               | buchstabenartige Ziffer | CUNEIFORM NUMERIC SIGN TWO GESHU                     | Keilschrift-Zahlzeichen Zwei GEŠU (1200)               |
| U+12420 (74784) | 𒐠               | buchstabenartige Ziffer | CUNEIFORM NUMERIC SIGN THREE GESHU                   | Keilschrift-Zahlzeichen Drei GEŠU (1800)               |
| U+12421 (74785) | 𒐡               | buchstabenartige Ziffer | CUNEIFORM NUMERIC SIGN FOUR GESHU                    | Keilschrift-Zahlzeichen Vier GEŠU (2400)               |
| U+12422 (74786) | 𒐢               | buchstabenartige Ziffer | CUNEIFORM NUMERIC SIGN FIVE GESHU                    | Keilschrift-Zahlzeichen Fünf GEŠU (3000)               |
| U+12423 (74787) | 𒐣               | buchstabenartige Ziffer | CUNEIFORM NUMERIC SIGN TWO SHAR2                     | Keilschrift-Zahlzeichen Zwei ŠAR2                      |
| U+12424 (74788) | 𒐤               | buchstabenartige Ziffer | CUNEIFORM NUMERIC SIGN THREE SHAR2                   | Keilschrift-Zahlzeichen Drei ŠAR2                      |
| U+12425 (74789) | 𒐥               | buchstabenartige Ziffer | CUNEIFORM NUMERIC SIGN THREE SHAR2 VARIANT FORM      | Keilschrift-Zahlzeichen Drei ŠAR2 (Variante)           |
| U+12426 (74790) | 𒐦               | buchstabenartige Ziffer | CUNEIFORM NUMERIC SIGN FOUR SHAR2                    | Keilschrift-Zahlzeichen Vier ŠAR2                      |
| U+12427 (74791) | 𒐧               | buchstabenartige Ziffer | CUNEIFORM NUMERIC SIGN FIVE SHAR2                    | Keilschrift-Zahlzeichen Fünf ŠAR2                      |
| U+12428 (74792) | 𒐨               | buchstabenartige Ziffer | CUNEIFORM NUMERIC SIGN SIX SHAR2                     | Keilschrift-Zahlzeichen Sechs ŠAR2                     |
| U+12429 (74793) | 𒐩               | buchstabenartige Ziffer | CUNEIFORM NUMERIC SIGN SEVEN SHAR2                   | Keilschrift-Zahlzeichen Sieben ŠAR2                    |
| U+1242A (74794) | 𒐪               | buchstabenartige Ziffer | CUNEIFORM NUMERIC SIGN EIGHT SHAR2                   | Keilschrift-Zahlzeichen Acht ŠAR2                      |
| U+1242B (74795) | 𒐫               | buchstabenartige Ziffer | CUNEIFORM NUMERIC SIGN NINE SHAR2                    | Keilschrift-Zahlzeichen Neun ŠAR2                      |
| U+1242C (74796) | 𒐬               | buchstabenartige Ziffer | CUNEIFORM NUMERIC SIGN ONE SHARU                     | Keilschrift-Zahlzeichen Ein ŠARU (36.000)              |
| U+1242D (74797) | 𒐭               | buchstabenartige Ziffer | CUNEIFORM NUMERIC SIGN TWO SHARU                     | Keilschrift-Zahlzeichen Zwei ŠARU (72.000)             |
| U+1242E (74798) | 𒐮               | buchstabenartige Ziffer | CUNEIFORM NUMERIC SIGN THREE SHARU                   | Keilschrift-Zahlzeichen Drei ŠARU (108.000)            |
| U+1242F (74799) | 𒐯               | buchstabenartige Ziffer | CUNEIFORM NUMERIC SIGN THREE SHARU VARIANT FORM      | Keilschrift-Zahlzeichen Drei ŠARU (Variante) (108.000) |
| U+12430 (74800) | 𒐰               | buchstabenartige Ziffer | CUNEIFORM NUMERIC SIGN FOUR SHARU                    | Keilschrift-Zahlzeichen Vier ŠARU (144.000)            |
| U+12431 (74801) | 𒐱               | buchstabenartige Ziffer | CUNEIFORM NUMERIC SIGN FIVE SHARU                    | Keilschrift-Zahlzeichen Fünf ŠARU (180.000)            |
| U+12432 (74802) | 𒐲               | buchstabenartige Ziffer | CUNEIFORM NUMERIC SIGN SHAR2 TIMES GAL PLUS DISH     | Keilschrift-Zahlzeichen ŠAR2 × GAL + DIŠ (216.000)     |
| U+12433 (74803) | 𒐳               | buchstabenartige Ziffer | CUNEIFORM NUMERIC SIGN SHAR2 TIMES GAL PLUS MIN      | Keilschrift-Zahlzeichen ŠAR2 × GAL + MIN (432.000)     |
| U+12434 (74804) | 𒐴               | buchstabenartige Ziffer | CUNEIFORM NUMERIC SIGN ONE BURU                      | Keilschrift-Zahlzeichen Ein BURU                       |
| U+12435 (74805) | 𒐵               | buchstabenartige Ziffer | CUNEIFORM NUMERIC SIGN TWO BURU                      | Keilschrift-Zahlzeichen Zwei BURU                      |
| U+12436 (74806) | 𒐶               | buchstabenartige Ziffer | CUNEIFORM NUMERIC SIGN THREE BURU                    | Keilschrift-Zahlzeichen Drei BURU                      |
| U+12437 (74807) | 𒐷               | buchstabenartige Ziffer | CUNEIFORM NUMERIC SIGN THREE BURU VARIANT FORM       | Keilschrift-Zahlzeichen Drei BURU (Variante)           |
| U+12438 (74808) | 𒐸               | buchstabenartige Ziffer | CUNEIFORM NUMERIC SIGN FOUR BURU                     | Keilschrift-Zahlzeichen Vier BURU                      |
| U+12439 (74809) | 𒐹               | buchstabenartige Ziffer | CUNEIFORM NUMERIC SIGN FIVE BURU                     | Keilschrift-Zahlzeichen Fünf BURU                      |
| U+1243A (74810) | 𒐺               | buchstabenartige Ziffer | CUNEIFORM NUMERIC SIGN THREE VARIANT FORM ESH16      | Keilschrift-Zahlzeichen Drei Variante EŠ1₆ (3)         |
| U+1243B (74811) | 𒐻               | buchstabenartige Ziffer | CUNEIFORM NUMERIC SIGN THREE VARIANT FORM ESH21      | Keilschrift-Zahlzeichen Drei Variante EŠ21 (3)         |
| U+1243C (74812) | 𒐼               | buchstabenartige Ziffer | CUNEIFORM NUMERIC SIGN FOUR VARIANT FORM LIMMU       | Keilschrift-Zahlzeichen Vier Variante LIMMU (4)        |
| U+1243D (74813) | 𒐽               | buchstabenartige Ziffer | CUNEIFORM NUMERIC SIGN FOUR VARIANT FORM LIMMU4      | Keilschrift-Zahlzeichen Vier Variante LIMMU4 (4)       |
| U+1243E (74814) | 𒐾               | buchstabenartige Ziffer | CUNEIFORM NUMERIC SIGN FOUR VARIANT FORM LIMMU A     | Keilschrift-Zahlzeichen Vier Variante LIMMU A          |
| U+1243F (74815) | 𒐿               | buchstabenartige Ziffer | CUNEIFORM NUMERIC SIGN FOUR VARIANT FORM LIMMU B     | Keilschrift-Zahlzeichen Vier Variante LIMMU B          |
| U+12440 (74816) | 𒑀               | buchstabenartige Ziffer | CUNEIFORM NUMERIC SIGN SIX VARIANT FORM ASH9         | Keilschrift-Zahlzeichen Sechs Variante AŠ₉ (6)         |
| U+12441 (74817) | 𒑁               | buchstabenartige Ziffer | CUNEIFORM NUMERIC SIGN SEVEN VARIANT FORM IMIN3      | Keilschrift-Zahlzeichen Sieben Variante IMIN3 (7)      |
| U+12442 (74818) | 𒑂               | buchstabenartige Ziffer | CUNEIFORM NUMERIC SIGN SEVEN VARIANT FORM IMIN A     | Keilschrift-Zahlzeichen Sieben Variante IMIN A (7)     |
| U+12443 (74819) | 𒑃               | buchstabenartige Ziffer | CUNEIFORM NUMERIC SIGN SEVEN VARIANT FORM IMIN B     | Keilschrift-Zahlzeichen Sieben Variante IMIN B (7)     |
| U+12444 (74820) | 𒑄               | buchstabenartige Ziffer | CUNEIFORM NUMERIC SIGN EIGHT VARIANT FORM USSU       | Keilschrift-Zahlzeichen Acht Variante USSU (8)         |
| U+12445 (74821) | 𒑅               | buchstabenartige Ziffer | CUNEIFORM NUMERIC SIGN EIGHT VARIANT FORM USSU3      | Keilschrift-Zahlzeichen Acht Variante USSU3 (8)        |
| U+12446 (74822) | 𒑆               | buchstabenartige Ziffer | CUNEIFORM NUMERIC SIGN NINE VARIANT FORM ILIMMU      | Keilschrift-Zahlzeichen Neun Variante ILIMMU (9)       |
| U+12447 (74823) | 𒑇               | buchstabenartige Ziffer | CUNEIFORM NUMERIC SIGN NINE VARIANT FORM ILIMMU3     | Keilschrift-Zahlzeichen Neun Variante ILIMMU3 (9)      |
| U+12448 (74824) | 𒑈               | buchstabenartige Ziffer | CUNEIFORM NUMERIC SIGN NINE VARIANT FORM ILIMMU4     | Keilschrift-Zahlzeichen Neun Variante ILIMMU4 (9)      |
| U+12449 (74825) | 𒑉               | buchstabenartige Ziffer | CUNEIFORM NUMERIC SIGN NINE VARIANT FORM ILIMMU A    | Keilschrift-Zahlzeichen Neun Variante ILIMMU A (9)     |
| U+1244A (74826) | 𒑊               | buchstabenartige Ziffer | CUNEIFORM NUMERIC SIGN TWO ASH TENU                  | Keilschrift-Zahlzeichen Zwei AŠ TENU                   |
| U+1244B (74827) | 𒑋               | buchstabenartige Ziffer | CUNEIFORM NUMERIC SIGN THREE ASH TENU                | Keilschrift-Zahlzeichen Drei AŠ TENU                   |
| U+1244C (74828) | 𒑌               | buchstabenartige Ziffer | CUNEIFORM NUMERIC SIGN FOUR ASH TENU                 | Keilschrift-Zahlzeichen Vier AŠ TENU                   |
| U+1244D (74829) | 𒑍               | buchstabenartige Ziffer | CUNEIFORM NUMERIC SIGN FIVE ASH TENU                 | Keilschrift-Zahlzeichen Fünf AŠ TENU                   |
| U+1244E (74830) | 𒑎               | buchstabenartige Ziffer | CUNEIFORM NUMERIC SIGN SIX ASH TENU                  | Keilschrift-Zahlzeichen Sechs AŠ TENU                  |
| U+1244F (74831) | 𒑏               | buchstabenartige Ziffer | CUNEIFORM NUMERIC SIGN ONE BAN2                      | Keilschrift-Zahlzeichen Ein BAN2                       |
| U+12450 (74832) | 𒑐               | buchstabenartige Ziffer | CUNEIFORM NUMERIC SIGN TWO BAN2                      | Keilschrift-Zahlzeichen Zwei BAN2                      |
| U+12451 (74833) | 𒑑               | buchstabenartige Ziffer | CUNEIFORM NUMERIC SIGN THREE BAN2                    | Keilschrift-Zahlzeichen Drei BAN2                      |
| U+12452 (74834) | 𒑒               | buchstabenartige Ziffer | CUNEIFORM NUMERIC SIGN FOUR BAN2                     | Keilschrift-Zahlzeichen Vier BAN2                      |
| U+12453 (74835) | 𒑓               | buchstabenartige Ziffer | CUNEIFORM NUMERIC SIGN FOUR BAN2 VARIANT FORM        | Keilschrift-Zahlzeichen Vier BAN2 Variante             |
| U+12454 (74836) | 𒑔               | buchstabenartige Ziffer | CUNEIFORM NUMERIC SIGN FIVE BAN2                     | Keilschrift-Zahlzeichen Fünf BAN2                      |
| U+12455 (74837) | 𒑕               | buchstabenartige Ziffer | CUNEIFORM NUMERIC SIGN FIVE BAN2 VARIANT FORM        | Keilschrift-Zahlzeichen Fünf BAN2 Variante             |
| U+12456 (74838) | 𒑖               | buchstabenartige Ziffer | CUNEIFORM NUMERIC SIGN NIGIDAMIN                     | Keilschrift-Zahlzeichen NIGIDAMIN                      |
| U+12457 (74839) | 𒑗               | buchstabenartige Ziffer | CUNEIFORM NUMERIC SIGN NIGIDAESH                     | Keilschrift-Zahlzeichen NIGIDAEŠ                       |
| U+12458 (74840) | 𒑘               | buchstabenartige Ziffer | CUNEIFORM NUMERIC SIGN ONE ESHE3                     | Keilschrift-Zahlzeichen Ein EŠE3                       |
| U+12459 (74841) | 𒑙               | buchstabenartige Ziffer | CUNEIFORM NUMERIC SIGN TWO ESHE3                     | Keilschrift-Zahlzeichen Zwei EŠE3                      |
| U+1245A (74842) | 𒑚               | buchstabenartige Ziffer | CUNEIFORM NUMERIC SIGN ONE THIRD DISH                | Keilschrift-Zahlzeichen Ein Drittel DIŠ                |
| U+1245B (74843) | 𒑛               | buchstabenartige Ziffer | CUNEIFORM NUMERIC SIGN TWO THIRDS DISH               | Keilschrift-Zahlzeichen Zwei Drittel DIŠ               |
| U+1245C (74844) | 𒑜               | buchstabenartige Ziffer | CUNEIFORM NUMERIC SIGN FIVE SIXTHS DISH              | Keilschrift-Zahlzeichen Fünf Sechstel DIŠ              |
| U+1245D (74845) | 𒑝               | buchstabenartige Ziffer | CUNEIFORM NUMERIC SIGN ONE THIRD VARIANT FORM A      | Keilschrift-Zahlzeichen Ein Drittel Variante A         |
| U+1245E (74846) | 𒑞               | buchstabenartige Ziffer | CUNEIFORM NUMERIC SIGN TWO THIRDS VARIANT FORM A     | Keilschrift-Zahlzeichen Zwei Drittel Variante A        |
| U+1245F (74847) | 𒑟               | buchstabenartige Ziffer | CUNEIFORM NUMERIC SIGN ONE EIGHTH ASH                | Keilschrift-Zahlzeichen Ein Achtel AŠ                  |
| U+12460 (74848) | 𒑠               | buchstabenartige Ziffer | CUNEIFORM NUMERIC SIGN ONE QUARTER ASH               | Keilschrift-Zahlzeichen Ein Viertel AŠ                 |
| U+12461 (74849) | 𒑡               | buchstabenartige Ziffer | CUNEIFORM NUMERIC SIGN OLD ASSYRIAN ONE SIXTH        | Keilschrift-Zahlzeichen altassyrisch Ein Sechstel      |
| U+12462 (74850) | 𒑢               | buchstabenartige Ziffer | CUNEIFORM NUMERIC SIGN OLD ASSYRIAN ONE QUARTER      | Keilschrift-Zahlzeichen altassyrisch Ein Viertel       |
| U+12463 (74851) | 𒑣               | buchstabenartige Ziffer | CUNEIFORM NUMERIC SIGN ONE QUARTER GUR               | Keilschrift-Zahlzeichen Ein Viertel GUR                |
| U+12464 (74852) | 𒑤               | buchstabenartige Ziffer | CUNEIFORM NUMERIC SIGN ONE HALF GUR                  | Keilschrift-Zahlzeichen Einhalb GUR                    |
| U+12465 (74853) | 𒑥               | buchstabenartige Ziffer | CUNEIFORM NUMERIC SIGN ELAMITE ONE THIRD             | Keilschrift-Zahlzeichen elamitisches Ein Drittel       |
| U+12466 (74854) | 𒑦               | buchstabenartige Ziffer | CUNEIFORM NUMERIC SIGN ELAMITE TWO THIRDS            | Keilschrift-Zahlzeichen elamitisches Zwei Drittel      |
| U+12467 (74855) | 𒑧               | buchstabenartige Ziffer | CUNEIFORM NUMERIC SIGN ELAMITE FORTY                 | Keilschrift-Zahlzeichen elamitisches Vierzig           |
| U+12468 (74856) | 𒑨               | buchstabenartige Ziffer | CUNEIFORM NUMERIC SIGN ELAMITE FIFTY                 | Keilschrift-Zahlzeichen elamitisches Fünfzig           |
| U+12469 (74857) | 𒑩               | buchstabenartige Ziffer | CUNEIFORM NUMERIC SIGN FOUR U VARIANT FORM           | Keilschrift-Zahlzeichen Vier U Variante                |
| U+1246A (74858) | 𒑪               | buchstabenartige Ziffer | CUNEIFORM NUMERIC SIGN FIVE U VARIANT FORM           | Keilschrift-Zahlzeichen Fünf U Variante                |
| U+1246B (74859) | 𒑫               | buchstabenartige Ziffer | CUNEIFORM NUMERIC SIGN SIX U VARIANT FORM            | Keilschrift-Zahlzeichen Sechs U Variante               |
| U+1246C (74860) | 𒑬               | buchstabenartige Ziffer | CUNEIFORM NUMERIC SIGN SEVEN U VARIANT FORM          | Keilschrift-Zahlzeichen Sieben U Variante              |
| U+1246D (74861) | 𒑭               | buchstabenartige Ziffer | CUNEIFORM NUMERIC SIGN EIGHT U VARIANT FORM          | Keilschrift-Zahlzeichen Acht U Variante                |
| U+1246E (74862) | 𒑮               | buchstabenartige Ziffer | CUNEIFORM NUMERIC SIGN NINE U VARIANT FORM           | Keilschrift-Zahlzeichen Neun U Variante                |
| U+12470 (74864) | 𒑰               | andere Interpunktion    | CUNEIFORM PUNCTUATION SIGN OLD ASSYRIAN WORD DIVIDER | Keilschrift-Punktierung altassyrischer Worttrenner     |
| U+12471 (74865) | 𒑱               | andere Interpunktion    | CUNEIFORM PUNCTUATION SIGN VERTICAL COLON            | Keilschrift-Punktierung vertikales Komma               |
| U+12472 (74866) | 𒑲               | andere Interpunktion    | CUNEIFORM PUNCTUATION SIGN DIAGONAL COLON            | Keilschrift-Punktierung diagonales Komma               |
| U+12473 (74867) | 𒑳               | andere Interpunktion    | CUNEIFORM PUNCTUATION SIGN DIAGONAL TRICOLON         | Keilschrift-Punktierung diagonales Dreifachkomma       |
| U+12474 (74868) | 𒑴               | andere Interpunktion    | CUNEIFORM PUNCTUATION SIGN DIAGONAL QUADCOLON        | Keilschrift-Punktierung diagonales Vierfachkomma       |